# 生川浩史
生川 浩史（いくかわ ひろし、1961年7月2日 - ）は、日本の文部科学事務官。文部科学省大臣官房長を経て、文部科学省研究開発局長。

## 人物
大阪府出身。1986年東京大学大学院工学系研究科修了、科学技術庁入庁。2002年文部科学省研究開発局宇宙政策課調査国際室長。2003年外務省在アメリカ合衆国日本大使館参事官。2006年文部科学省大臣官房付。同年文部科学省科学技術・学術政策局計画官。2007年文部科学省科学技術・学術政策局科学技術・学術戦略官、2008年文部科学省研究開発局海洋地球課長、2009年9月菅直人内閣府特命担当大臣秘書官（事務担当）。2010年1月川端達夫内閣府特命担当大臣秘書官（事務担当）。同年9月理化学研究所横浜研究所推進部長、2011年4月文部科学省大臣官房付兼内閣官房内閣総務官室内閣参事官。2012年1月1日文部科学省研究開発局原子力課長、2013年4月1日文部科学省研究振興局振興企画課長。
2014年1月17日文部科学省大臣官房会計課長。2015年8月4日文部科学省大臣官房審議官（研究開発局担当）。2016年7月25日内閣府大臣官房審議官（科学技術・イノベーション及び沖縄科学技術大学院大学企画推進担当）。2018年7月27日文部科学省大臣官房総括審議官。同年10月16日文部科学省大臣官房長。2019年7月9日文部科学省研究開発局長。2022年1月1日辞職。